# Bún bò Huế
Ne pas confondre avec Bò bún (plat vietnamien de nouilles au boeuf).
Le bún bò Huế (prononcé [ɓun˧˥ ɓɔ˧˩ hwe˧˥], en vietnamien, bò « bœuf », bún « vermicelle de riz », et Hué) est une soupe traditionnelle épicée-acidulée-sucrée-salée-umami de la cuisine vietnamienne, originaire et spécialité culinaire de la région de Hué, à base de bouillon, de bœuf et d'autres viandes, de vermicelle de riz, souvent pimentée, accompagnée de pousses de soja, d'herbes aromatiques et de sauce de poisson,. 

## Histoire

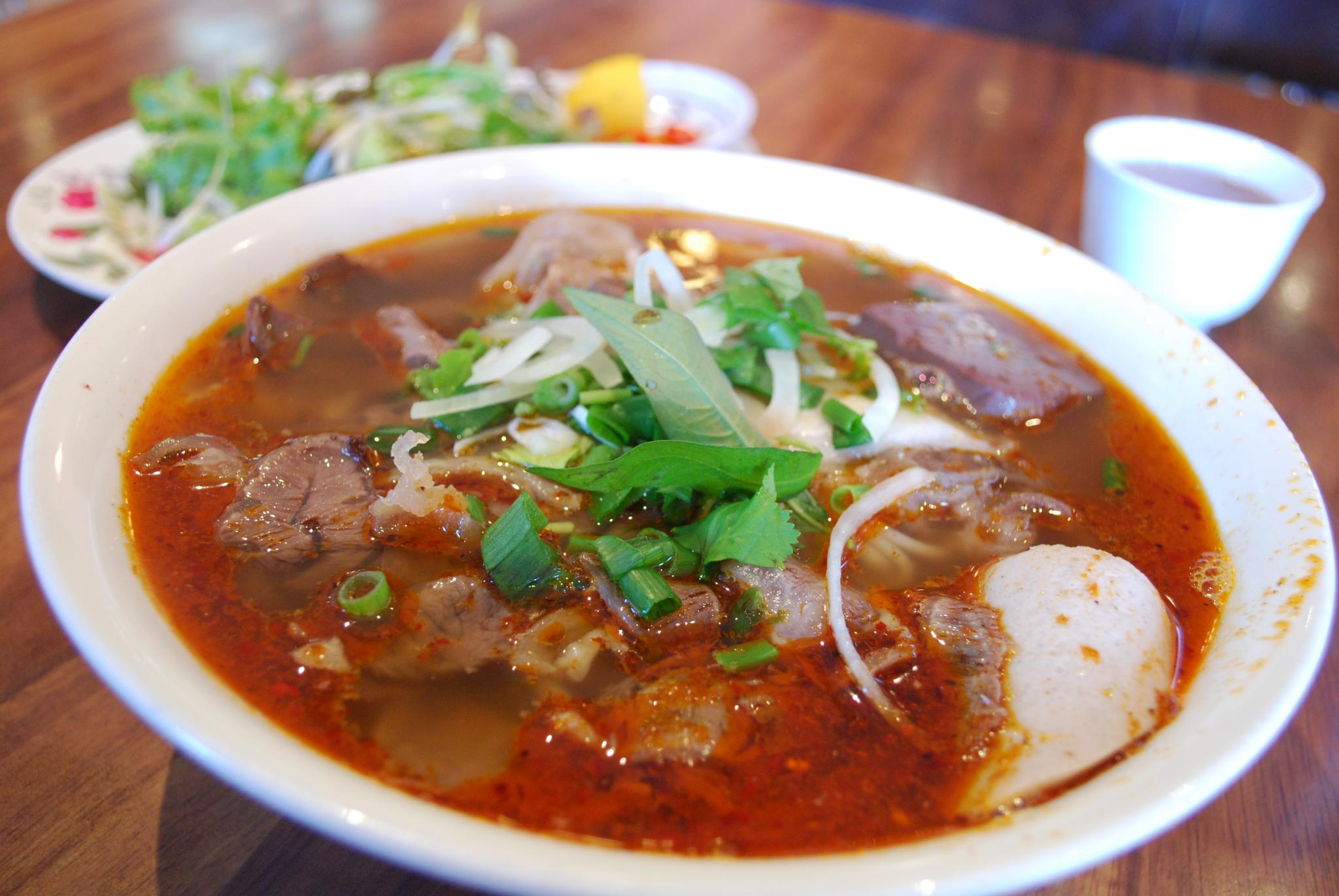
Bún bò Huế garni de poitrine de bœuf, de jarret et de sang coagulé de porc, ainsi que de mortadelle vietnamienne.

Le bún bò est originaire de la ville de Hué du Viêt Nam central. Ancienne capitale du pays, son histoire culinaire est associée à celle de l'ancienne cour royale d'Annam. En dehors de la ville et de certaines régions du centre du Vietnam, il est appelé bún bò Huế pour rappeler son origine géographique et pour le différencier du bò bún de Saïgon (au sud) et d'Hanoï (au nord).
Ce plat complet traditionnel est apprécié pour son équilibre épicé-acidulé-sucré-salé-umami. Le parfum de la citronnelle prédomine. Comparé au phở et au bún riêu, les vermicelles sont plus épais et cylindriques. A Huế-même le bún bò n'est servi que le matin comme repas complet à la place du petit-déjeuner, mais dans les autres grandes villes du pays on peut en trouver aux autres repas.

## Description

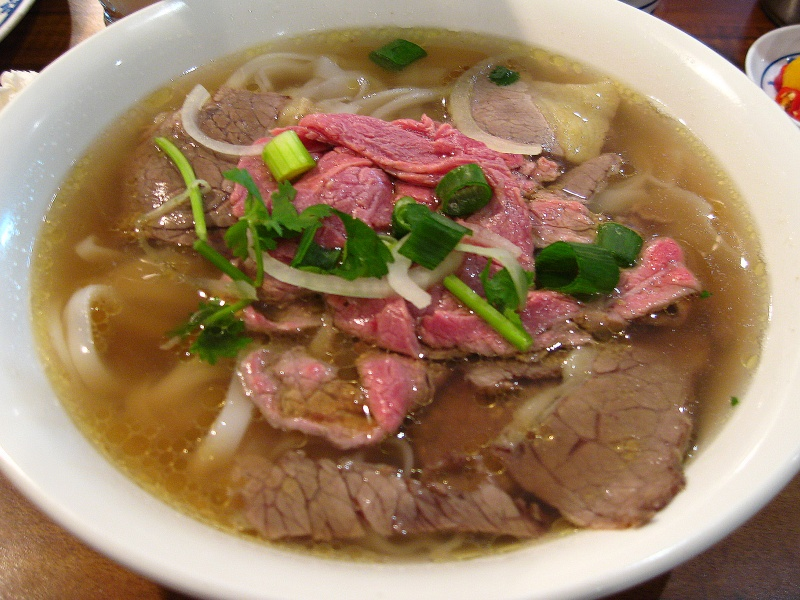
Phở (variante)

Le bouillon est préparé en faisant mijoter des os à moelle et du jarret de bœuf avec de la citronnelle. Il est assaisonné avec de la pâte de crevettes et du sucre. De l'huile très pimentée est ajoutée au cours de la cuisson. Cette soupe est traditionnellement très épicée, mais cela a tendance à diminuer: le supplément de piment est alors dosé par le client lui-même.

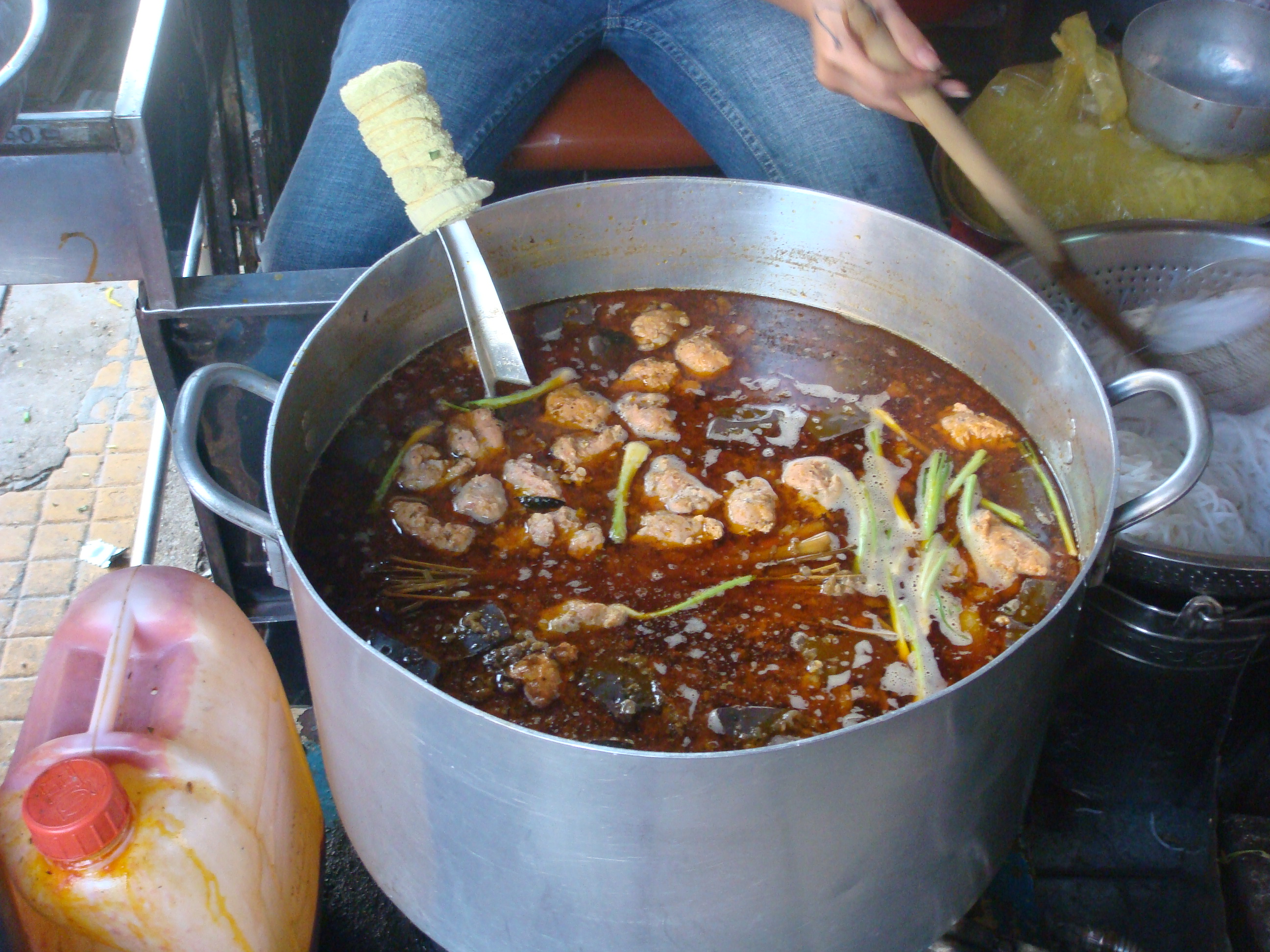
Une marmite de bouillon et des vermicelles de riz dans une passoire, dans un petit restaurant de Saïgon.

Le bún bò est généralement garni de tranches fines de jarret de bœuf, de morceaux de queue de bœuf, et de pieds de cochon. Il peut aussi contenir des cubes de sang de porc coagulé dont la couleur est entre le marron et le rouge foncé et dont la texture ressemble au tofu ferme.
Le bún bò est couramment servi avec des quartiers de lime, de la coriandre, de la ciboule hachée, de l'oignon cru émincé, de la sauce pimentée, de la fleur de bananier émincée, de la menthe, du basilic thaï, de la perilla, de la coriandre chinoise et parfois des germes de haricot mungo. Du chou rouge finement émincé est un substitut possible lorsqu'il est impossible à l'étranger de se procurer de la fleur de bananier: il lui ressemble en texture, mais pas en goût. De la sauce de poisson et de la pâte de crevettes fermentée sont ajoutés à la soupe en fonction du goût. De nos jours on y ajoute aussi des tranches de mortadelle vietnamienne, qui ne faisait pas partie de la recette traditionnelle.